# MIB: Alien Crisis
MIB: Alien Crisis è un videogioco d'azione pubblicato per console PlayStation 3, Xbox 360 e Wii. È stato sviluppato dalla FunLabs e pubblicato dalla Activision. Al posto degli Agente J o Agente K, il gioco vede protagonista un nuovo personaggio chiamato Peter Delacoeur. Il videogioco è stato pubblicato il 22 maggio 2012 in America Settentrionale ed il 25 maggio 2012 in Europa ed è parzialmente basato sul film Men in Black III.